# Лицей № 4 (Таганрог)
Лицей № 4 (полное название МАОУ лицей №4 (ТМОЛ)) — таганрогское муниципальное автономное образовательное учреждение лицей № 4.

## История ТМОЛ № 4
28 июля 2010 года Постановлением Администрации г. Таганрога № 3279 к таганрогской средней школе № 4, располагавшейся в Лермонтовском переулке, был присоединён знаменитый Таганрогский лицей, детище Бориса Ивановича Орехова, практически уничтоженное усилиями Городского управления образования Таганрога. Новое образовательное заведение было названо  «Муниципальное автономное образовательное учреждение лицей № 4». 
После объединения школы № 4 с лицеем, новообразованный ТМОЛ № 4 в 2013 году попал в рейтинг «500 лучших российских школ», разработанный негосударственным Московским центром непрерывного математического образования, и, соответственно, вошёл в пятёрку лучших школ Ростовской области.
Осенью 2013 года команда учеников лицея № 4 завоевала Кубок победителей международной тест-рейтинговой олимпиады «Интеллектуальный марафон — 2013», проходившей в Испании. Помимо главного приза лицеисты получили четыре медали: за первое общекомандное место, за первое место в командном первенстве по истории открытий и за вторые места в командных первенствах по физике и математике.
В ноябре 2013 года Лицей № 4 отметил двойной юбилей, 90-летие школы № 4 и 25-летие Таганрогского лицея при ТРТУ.
В 2014 году лицей вновь попал в рейтинг «500 лучших российских школ». Также Таганрогский лицей вошел в перечень 100 лучших школ России, обеспечивающих высокий  уровень подготовки в профильных предметных областях.
Более ста выпускников четвертого лицея к 2014 году поступили в МГУ, МФТИ, МИФИ, МГТУ им Баумана, СПбГУ, ИТМО и другие высшие учебные заведения.

## Руководители лицея
- с 2010 по наст. время — И. А. Киселева
- с 2010 по 2010 — И. А. Вырабова